# Boreas (Verlag)
Boreas hieß der älteste estnische Verlag außerhalb Estlands. Er existierte von 1939 bis 1999.

## Geschichte des Verlags
Die Idee, einen Verlag zu gründen, um die estnische Kultur im Ausland besser bekannt zu machen, entstammte Tartuer Intellektuellenkreisen am Vorabend des Zweiten Weltkriegs. Die Aktiengesellschaft „Boreas Publishing Company“ wurde am 1. September 1939 in London registriert, sollte aber auch Dependancen in Paris, Berlin, Budapest und anderen Städten haben. Die Geschäfte in London führte ein dort ansässiger estnischer Reeder, Evald Jakobson (1903–1973), Direktor des Verlags wurde Hans Männik, der in Tartu Chef des Loodus-Verlags war.
Zwar erschien 1939 auch das erste Buch, die nachfolgenden Jahre wurden jedoch vom Krieg überschattet. Hans Männik wurde nach der Sowjetisierung Estlands 1940 festgenommen und verschwand spurlos. In Leipzig konnte noch eine deutsche Übersetzung von August Mälk erscheinen, ferner einige englischsprachige Titel in London.
In den 1950er-Jahren wurden englische Übersetzungen von Marie Under und Gustav Suits verlegt. Neuen Schwung bekam der Verlag mit Einar Sanden, der seit 1968 im Verlag aktiv war und der ihn 1975 komplett als Eigentümer übernahm. Er verlegte vor allem seine eigenen Bücher, publizierte aber auch andere, meist politische Bücher über Estland. 1999 wurde die Verlagstätigkeit eingestellt.

## Erschienene Titel (Auswahl)
Insgesamt sind 47 Bücher bei Boreas erschienen, 33 auf Englisch, 12 auf Estnisch und 2 auf Deutsch. Dazu gehören:
- Ernest Howard Harris: Literature in Estonia. 1943. 76 S. (Zweite Auflage 1947)

- August Rei: Nazi – Soviet Conspiracy and the Valtic States. 1948. 62 S.

- Ernest Howard Harris: Estonian Literature in Exile. 1949. 38 S.[6]

- Evald Uustalu: The History of Estonian People. 1952. 272 S.

- Aspects of Estonian Culture. 1961 332 S.

- Robert Raid: Wenn die Sowjets kommen… 1983. 670 S.

## Sekundärliteratur
- Eerik Teder: Vanim väliseesti kirjastus Boreas, in: Raamat on. Tallinn: Tallinna Bibliofiilide Klubi 2000, S. 129–140 (engl. Summary: The Oldest Estonian Publishing House „Boreas“, S. 134–135; Gesamtverzeichnis der erschienenen Titel S. 136–140).